# Ute Richter (Künstlerin)
Ute Richter (* 1964 in Dresden) ist eine deutsche Bildende Künstlerin und Medienkünstlerin.

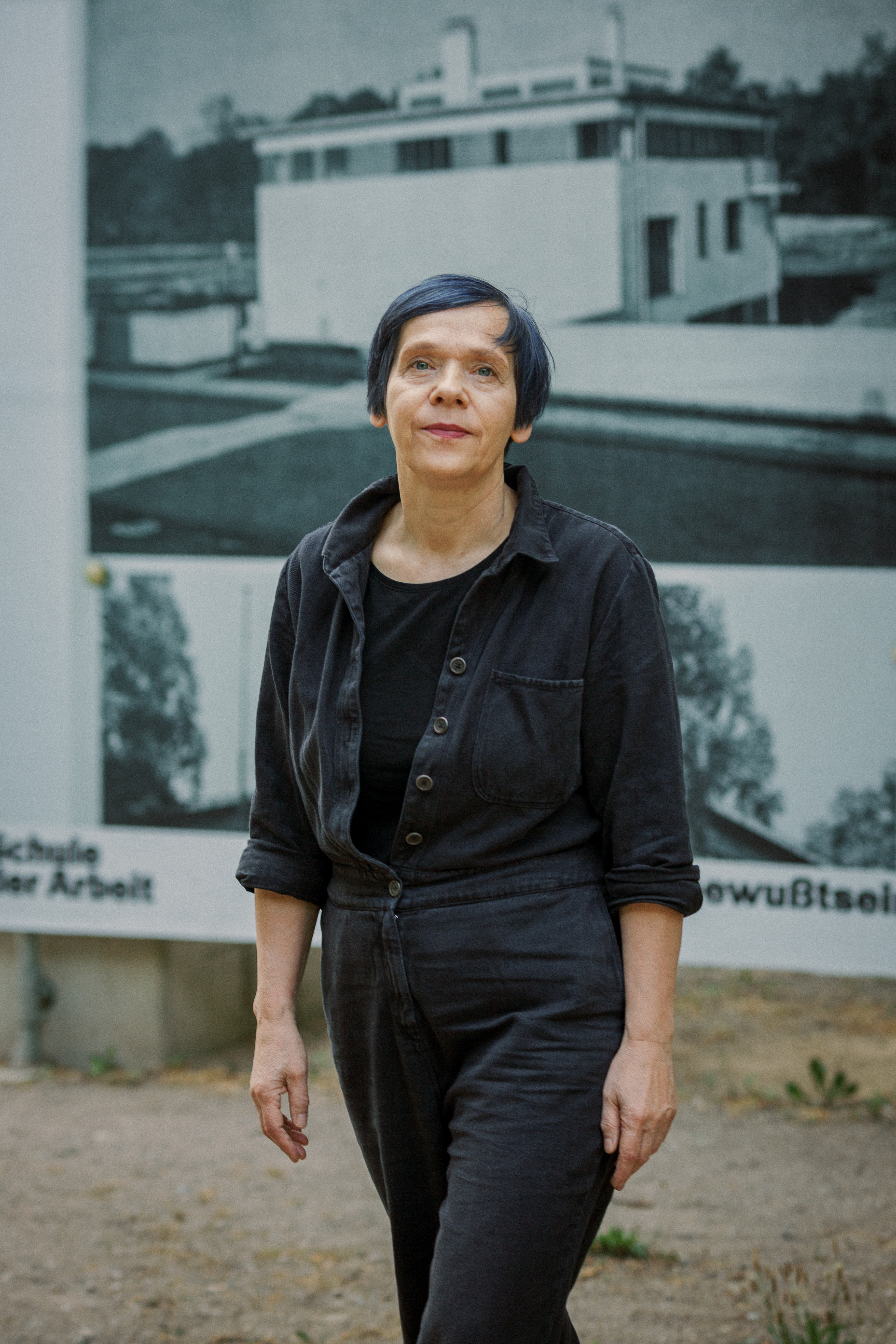
Ute Richter vor ihrem Billboard zur Schule der Arbeit in Leipzig 2022

## Leben
Aufgewachsen in der DDR, studierte Ute Richter von 1986 bis 1991 an der Hochschule für Bildende Künste Dresden Malerei und Grafik. Nach einem Diplom und Meisterschülerabschluss ging sie 1992 nach Paris und studierte postgradual an der École nationale supérieure des beaux-arts. Von 1995 bis 1998 entstanden in der Pariser Banlieue ortsspezifische Installationen, urbane Interventionen und Videoarbeiten. Nach der Rückkehr nach Deutschland lebte sie ab 1999 in Berlin. Von 2005 bis 2021 lehrte sie an der TU Dresden im Fachbereich Architektur am Institut für Grundlagen der Gestaltung und Darstellung das Fach Künstlerische Notiz. Ute Richter lebt seit 2005 in Leipzig, sie ist Mutter eines Sohnes (* 2001).

## Werk
Ute Richter versteht ihre künstlerische Arbeit als gesellschaftliches Handeln. Ihre konzeptuellen Werke thematisieren den gesellschaftlichen Transformationsprozess in Ostdeutschland nach der Wiedervereinigung. In ihrer künstlerischen Auseinandersetzung mit gesellschaftlichen Themen bezieht sie Alltag, urbanen Raum und Erinnerung aufeinander. Die interdisziplinären Arbeiten schließen urbane Intervention, Video, Foto, aber auch Printmedium und Zeichnung ein.
Ute Richters Werk umfasst temporäre Installationen für den öffentlichen Raum, u. a. für die 4. Werkleitz Biennale in Tornitz (Fahne für Werkleitz, 2000), das Dieselkraftwerk Cottbus (Logo, 2002), das Hansaviertel in Berlin (Familienbesuch, 2007, Akademie der Künste) und die Fassade des Museums der bildenden Künste Leipzig (per Handschlag, 2009).
Gesellschaftliche Themen wie Ausgrenzung, soziale Kälte, Wettbewerbsfähigkeit, Konkurrenz und Selbstoptimierung sind Gegenstand ihrer Installationen Hier klicken (Le Crédac, Ivry-sur-Seine 1998), Made in Bangladesh (GfZK Leipzig 2009), und Kältetechnik (Dům umění, Brno 2012). In dem Performativen Konzert Fragment (Schaubühne Lindenfels, Leipzig 2014), einer Kooperation mit dem Komponisten Ipke Starke, wird der gesellschaftliche Arbeitsbegriff reflektiert. Ute Richters Bilderspur im Buch Geld frisst Kunst - Kunst frisst Geld (2014) kommentiert die „geschmeidige Verbindung von Politik und Ökonomie durch die Kunst“. In ihren Arbeiten thematisiert Ute Richter auch immer wieder Formen öffentlicher Erinnerung u. a. in Aneignung (Kunstverein Leipzig 2009) und in der Installation mit Pflanzenmotiven aus dem Herbarium von Rosa Luxemburg (Der 15. Januar 1919 war ein Mittwoch) im Museum der bildenden Künste Leipzig. Aus einem künstlerischen Forschungsprojekt zur Schule der Arbeit (1928–1933) in Leipzig entstand nach Archivrecherchen zu dem vergessenen Gebäude der Moderne, das 1928 als Modellprojekt der Arbeiterbildung im Leipziger Stadtteil Schleußig erbaut wurde, 2022 der Film Gertrud oder Die Differenz. Die künstlerische Recherche zur Geschichte der vergessenen Institution in der Weimarer Republik und ihrer Gründerin Gertrud Hermes fasste Ute Richter in dem Buch Prototyp 1928–33 zusammen. In der Ausstellung Erinnerung als höchste Form des Vergessens stand das Nachdenken über antifaschistische Gedenkformen und über Erinnerungskultur in der DDR im Fokus ihrer Arbeit. Das dreiteilige Kunstprojekt entwickelte sie 2024/25 unter Beteiligung anderer Künstlerinnen in Zusammenarbeit mit dem Kunstraum IDEAL.

## Stipendien (Auswahl)
- 1994 DAAD-Stipendium, École nationale supérieure des beaux-arts, Paris
- 1995 Arbeitsstipendium „Entrez les artistes“, Savoir au présent, DRAC Île-de-France
- 1996 Arbeitsstipendium für Paris, Stiftung Kulturfonds der neuen Bundesländer
- 2002 Arbeitsstipendium, Senatsverwaltung für Kultur, Berlin
- 2022 Arbeitsstipendium, Kulturstiftung des Freistaates Sachsen

## Ausstellungen (Auswahl)
- 1991 Germination 6, Ludwig Forum, Aachen
- 1993 Vier/3, Leonhardi-Museum, Dresden
- 1995 Junge Künstler aus Sachsen, Museum Junge Kunst, Frankfurt (Oder)
- 1996 Ute Richter, cessez le feu, Maison d’Art Contemporain Chaillioux, Fresnes
- 1998 Ute Richter, cliquez-ici / hier klicken, Le Crédac, Îvry-sur-Seine. – Vitale Module, Kunstverein Ludwigshafen, Kunsthaus Dresden
- 1999 12e Bourse d'art monumental, Galerie Fernand Léger, Îvry-sur-Seine. – Sechzehn Räume, loop - raum für aktuelle kunst, Berlin
- 2000 4. Werkleitz Biennale real[work], Tornitz[10]
- 2001 Ute Richter, geschlossen, Museum Junge Kunst, Frankfurt (Oder)
- 2007 die stadt von morgen, Akademie der Künste Berlin[11][12]
- 2009 Made in Bangladesh, GfZK Leipzig
- 2009 Amnesie, Kunstverein Leipzig
- 2013 Reading the cities, Haus der Kunst, Brno
- 2017 Migrationen der Angst, Forum Stadtpark, Graz
- 2018 Immer Ärger mit den Großeltern, Kunsthaus Dresden
- 2019 Ute Richter, Der 15. Januar 1919 war ein Mittwoch, Museum der bildenden Künste Leipzig[13][14]
- 2023 Ute Richter, Klassenbewusstsein und Kultur, Erinnerungsprojekt zur Schule der Arbeit, Billboards und Citylightposter, Stadtraum Leipzig[15][16]
- 2024 Ute Richter, Prototyp 1928–33, M–BOOKS, Weimar[17]
- 2025 Ute Richter, Erinnerung als höchste Form des Vergessens, Kunstraum IDEAL[18]
- 2025 Ute Richter, Prototyp 1928–33. Schule der Arbeit – Material zu einem vergessenen Gebäude der Moderne für Arbeiterbildung Leipzig Schleußig, KV – Verein für zeitgenössische Kunst Leipzig[19][20]

## Veröffentlichungen
- Vitale Module: Gegenwartskunst aus Sachsen, Konzeption von Ausstellung und Katalog: Harald Kunde, Amsterdam – Dresden: Verlag der Kunst 1997, S. 124–134. ISBN 90-5705-079-X
- Pascale Cassagnau, Ute Richter, le Crédac, „Scenarios urbaines“, le Cédrac, Îvry-Sur-Seine 1998. ISBN 978-2-907643-84-9
- Corinna Koch / Christiane Mennicke (Hgg.), after work, 4. Werkleitz Biennale, Tornitz 2000, S. 38–40. ISBN 3-00-007686-7
- Sandra Mühlenberend im Gespräch mit der Leipziger Künstlerin Ute Richter über Schneebälle, die Panik des Tieres und andere ortsverändernde Maßnahmen. hub - zur Kunst S. 10–15, Kunstverein Leipzig 2008. ISBN 978-3-941070-00-4
- Annette Maechtel / Kathrin Peters (Hgg.), die stadt von morgen. beiträge zu einer archäologie des hansaviertels berlin, Köln: Verlag der Buchhandlung Walther König 2008, S. 54–59 sowie 93–94. ISBN 978-3-86560-229-9, Rezension
- Ute Richter, Claim, darin: Essay von Georg Seeßlen „Wem gehört die Kunst? Oder: Das Geheimnis des Kraken“, Berlin: Verbrecher-Verlag 2011. ISBN 978-3-940426-92-5
- Markus Metz und Georg Seeßlen, Geld frisst Kunst - Kunst frisst Geld, mit einer Bildspur von Ute Richter, Berlin: Suhrkamp Verlag 2014. ISBN 978-3-518-12675-2
- Ute Richter, Der 15. Januar 1919 war ein Mittwoch, Ute Richter, mit Texten von Dietmar Dath und Britt Schlehahn, Leipzig: Lubok Verlag 2017. ISBN 978-3-945111-42-0
- „Beim Shoppen fängt die Ödnis an“, Interview von Radek Krolczyk mit der Leipziger Künstlerin Ute Richter über Kunst, Kommerz und rechten Terror im öffentlichen Raum in Ostdeutschland seit der „Wende“. in: Konkret 10/2019, S. 55–57
- Ute Richter / Radek Krolczyk, Die Wirklichkeit, die zum Gedanken drängt…. Gertrud Hermes und die Schule der Arbeit (1928-33),[21] Leipzig: Trottoir Noir Verlag 2022.
- Ute Richter, Prototyp 1928–33. Material zu einem vergessenen Gebäude der Moderne für Arbeiterbildung in Leipzig,[22] Berlin: Verbrecher Verlag 2025. ISBN 978-3-95732-617-1